# 상급국민
상급국민(上級国民 조큐코쿠민[*])은 일반 국민과는 다른 상급의 국민을 의미하는 일본의 속어이다.

## 의미
말의 정의는 명확하게 정해져 있지 않으며 단순히 부유층이나 상류계급을 가리키기도 한다. 또한 일반인의 이해를 넘은 언동을 하는 정치인, 관료, 전문가 등을 가리킬 수 있다. 또 정치력이나 재력 등을 이용하여 죄와 책임에서 벗어나는 계급을 가리키기도 한다. 상급국민이라는 단어는 일반적으로는 보급되지 않지만, 2015년에 발생한 2020년 하계 올림픽 엠블럼의 저작권 침해 의혹 이후 급속하게 퍼졌다. 그 후, 2018년 2월에 도쿄도 미나토구에서 일어난 전 도쿄지검 특수부장에 의한 자동차 사망 사고나 2019년 4월에 일어난 이케부쿠로 폭주 사고 당시에 인터넷 등에서 사용되었다.